# Megváltoztatott román nyelvű településnevek Románia mai területén
Számos román településnevet különböző okokból megváltoztattak az idők során. Például Brassó városát a kommunista rezsim Sztálinvárossá nevezte át a szovjet vezető tiszteletére. Gheorghe Gheorghiu-Dej, a román kommunista vezető halála után, a Bákó megyében található Onești város megkapta az elvtárs nevét. Bár a kommunizmus összeomlása után sok helység visszatért eredeti nevéhez, egyes települések a régi nevüket sosem kapták vissza, sokat eleve 1945 előtt neveztek át, gyakran a helység korábbi lakosainak nemzetiségét leplezendő (pl. a Magyar- előtagot előszeretettel távolították el, vagy cserélték Nagy-ra, de a település párján az Oláh- előtag megmaradt: Mare és Românesc). A nemzetiségellenes motiváció jól látszik az átnevezések területi eloszlásában is: a Kárpát-medence és Dobrudzsa szenvedte el a legtöbbet.
A tagolást a román szócikknek megfelelően a mai megyerendszer szerint, azok román elnevezésének ábécérendjében közöljük.

## Arad megye
| Eredeti név                      | Megváltozott név                                               |
| -------------------------------- | -------------------------------------------------------------- |
| Aciuva                           | Avram Iancu, 1926–                                             |
| Cherechiu                        | Caporal Alexa, 1944 után                                       |
| Ciuciu                           | Vârfurile, 1925-1926–                                          |
| Curtici                          | Decebal, az 1930-1940-es években                               |
| Engelsbrunn                      | Fântânele                                                      |
| Glogovăț                         | Vladimirescu                                                   |
| Govoșdia                         | Mocioni, majd Nicolae Bălcescu                                 |
| Groși                            | Groșeni                                                        |
| Iratoșul Mic                     | Dorobanți, 1925-1926–                                          |
| Lunca Teuzului                   | Vasile Goldiș, 2002-től, lásd                                  |
| Mocirla                          | 1964-től Lunca Teuzului, 2002-től viszont Vasile Goldiș, lásd: |
| Otlaca                           | Grăniceri, 1925-1926–                                          |
| Pănatul Nou                      | Horia, Arad                                                    |
| Pecica Română                    | Pecica Veche, ma Pecica                                        |
| Pecica Ungurească                | Rovine, ma Pecica                                              |
| Satu Rău                         | Brazii                                                         |
| Sărdini                          | Frumușeni                                                      |
| Sfânta-Ana                       | Sântana                                                        |
| Tornea                           | Turnu, 1925-1926–                                              |
| Traunau                          | Aluniș, 1967–                                                  |
| Utviniș                          | Andrei Șaguna                                                  |
| Vădas                            | Vânători                                                       |
| Vărșandul Vechi és Vărșandul Nou | Olari                                                          |
| Wiesenhaid                       | Tisa Nouă, 1945 után                                           |
| Zădărlac                         | Zădăreni                                                       |
| Zerindul Mic                     | Luntreni, 1925-1926-tól, ma Zerindu Mic                        |

## Argeș megye
| Eredeti név      | Megváltozott név             |
| ---------------- | ---------------------------- |
| Brătieni         | Brăduleț, 1949–              |
| Florica          | Ștefănești, 1949–            |
| Lagăr            | Nejlovelu                    |
| Valea Boierească | Viișoara, az 1950-es évektől |

## Bákó megye
| Eredeti név | Megváltozott név                                          |
| ----------- | --------------------------------------------------------- |
| Gunoaia     | Movilița                                                  |
| Onești      | Gheorghe Gheorghiu Dej (a vezető politikusról, 1965–1990  |
| Uifalău     | Ferdinand a két világháború közt, Nicolae Bălcescu, 1948– |
| Uifalău     | Traian                                                    |
| Unguri      | Arini, 1967–                                              |

## Beszterce-Naszód megye
| Eredeti név                                  | Megváltozott név                       |
| -------------------------------------------- | -------------------------------------- |
| Aldorf                                       | Unirea, 1959–                          |
| Ambriciu                                     | Breaza, 1925-1926–                     |
| Arpașteu                                     | Braniștea                              |
| Beșineu                                      | Viișoara, Bistrița-Năsăud              |
| Bileag                                       | Domnești, Bistrița-Năsăud              |
| Budatelec                                    | Budești                                |
| Budurlău                                     | Budurleni                              |
| Canciu                                       | Dumbrăveni                             |
| Cepan                                        | Cepari, 1925-1926–                     |
| Chibulcut                                    | Fântânița                              |
| Chiciudul de Câmpie                          | Miceștii de Câmpie                     |
| Ciceu-Cristur                                | Cristeștii Ciceului                    |
| Curtuiușul Becleanului                       | Perișor, 1925-1926–                    |
| Dicea Ungurească                             | Cireșoaia, 1925-1926–                  |
| Diug                                         | Dumbrăvița                             |
| Ferihaza                                     | Albeștii Bistriței                     |
| Fiscut                                       | Sălcuța                                |
| Friș                                         | Lunca                                  |
| Găureni                                      | Alunișul, 1956 után                    |
| Ghicindul de Câmpie                          | Miceștii de Câmpie, 1925-1926–         |
| Hordău                                       | Coșbuc                                 |
| Iad                                          | Livezile, 1968–                        |
| Iuda                                         | Viile Tecii                            |
| Iuș                                          | Fântânele                              |
| Jireag                                       | Florești                               |
| Lumperd                                      | Zoreni, 1925-1926–                     |
| Mogoșmort                                    | Mogoșeni, Bistrița-Năsăud              |
| Nimigea Română                               | Nimigea de Sus                         |
| Nimigea Ungurească                           | Nimigea de Jos                         |
| Nușfalău                                     | Nușeni, Bistrița-Năsăud                |
| Nușfalău                                     | Mărișelu                               |
| Pintic                                       | Slătinița, 1925–                       |
| Prislop                                      | Liviu Rebreanu, Bistrița-Năsăud, 1958– |
| Reteag                                       | Petru Rareș, Bistrița-Năsăud           |
| Sânmiclăuș                                   | Sânnicoară                             |
| Șimontelnic                                  | Simionești                             |
| Șirling                                      | Măgurele                               |
| Tradam (a német Unter dem Damm kifejezésből) | Jidovița, ma Naszód része, 1925-1926–  |
| Uifalău                                      | Corvinești                             |
| Uilacul de Câmpie                            | Delureni                               |
| Vireag                                       | Florești                               |
| Virișhaza                                    | Strugureni                             |

## Bihar megye
| Eredeti név                          | Megváltozott név                    |
| ------------------------------------ | ----------------------------------- |
| Asonvașar                            | Târgușor                            |
| Beznea                               | Delureni                            |
| Călugări                             | Ponoarele, 1956 után                |
| Cârpeștii Mari vagy Cârpeneștii Mari | Cornișești, 1964–                   |
| Cârpeștii Mici                       | Zăvoiu                              |
| Chiniz                               | Voivozi, 1950–                      |
| Fileghihaz                           | Roșiori                             |
| Lazuri                               | Lăzăreni                            |
| Mihaifalău                           | Valea lui Mihai, az 1920-as évektől |
| Mociar                               | Dumbrava, 1956 után                 |
| Negru                                | Grădinari                           |
| Oradea Mare                          | Oradea, 1925–                       |
| Pățal                                | Viișoara                            |
| Popfalău                             | Popești                             |
| Râtu Blaghii                         | Vâlcelele, 1968–                    |
| Chemenfoc, majd Regina-Maria         | Avram Iancu, 1945 után              |
| Sânmiclăuș                           | Sânnicolau de Munte                 |
| Sohodol                              | Izbuc                               |
| Ștei                                 | Orașul Dr. Petru Groza, 1958–1990   |

## Botoșani megye
| Eredeti név | Megváltozott név |
| ----------- | ---------------- |
| Buhai       | Pădureni         |

## Brăila megye
| Eredeti név          | Megváltozott név               |
| -------------------- | ------------------------------ |
| Cioara               | Bărăganul, az 1950-es évektől? |
| Șchiaua              | Căldărușa, az 1950-es évektől? |
| Șcheaua Nouă         | Constantin Gabrielescu, 1923–  |
| Osmanu               | Unirea, az 1950-es évektől?    |
| Slujitorii Albotești | Zăvoaia, az 1950-es évektől?   |

## Brassó megye
| Eredeti név                                                     | Megváltozott név                                                                      |
| --------------------------------------------------------------- | ------------------------------------------------------------------------------------- |
| Beșimbac                                                        | Olteț, de prin ~1928                                                                  |
| Brașov                                                          | Orașul Stalin, 1950. szeptember 8.–1960. december 24. (magyarul Sztálinvárost jelent) |
| Cohalm                                                          | Rupea, 1922 után                                                                      |
| Ianoșfalău, Inoșfalău                                           | Ionești, a két világháború között változott                                           |
| Mucundorf                                                       | Grânari                                                                               |
| Netotu                                                          | Gura Văii, 1964–                                                                      |
| Săplac                                                          | Bunești, 1925-1926–                                                                   |
| Ștena                                                           | Dacia, 1941–                                                                          |
| Țânțari                                                         | Dumbrăvița                                                                            |
| Ucea Fabricii Ucea Roșie Ucea-Colonie                           | Victoria, 1953 után                                                                   |
| Vaida-Recea (Recea Voievodală) Telechi-Recea (Recea Telechiană) | Recea, egyesítés a második világháború után                                           |
| Valendorf                                                       | Văleni                                                                                |

## Buzău megye
| Eredeti név | Megváltozott név |
| ----------- | ---------------- |
| Mircești    | Nenciu           |

## Călărași megye
| Eredeti név          | Megváltozott név                                        |
| -------------------- | ------------------------------------------------------- |
| Șocariciu            | Unirea, Călărași megye (korábban Ialomița megye), 1964– |
| Lichirești, Știrbeiu | Călărași                                                |

## Constanța megye
| Eredeti név                              | Megváltozott név                 |
| ---------------------------------------- | -------------------------------- |
| Acbaș                                    | Albești                          |
| Bairamdede                               | Independența, az 1930-as évektől |
| Canara                                   | Ovidiu                           |
| Caracoium, Carachioi                     | Năvodari                         |
| Cara Omer                                | Negru Vodă, 1926–                |
| Caranlâc                                 | Negureni                         |
| Carmen Silva                             | Eforie Sud                       |
| Câvârgic                                 | Gura Dobrogei                    |
| Cicrâcei, Cicrâcci                       | Sibioara                         |
| Ciucurchioi                              | Brebeni                          |
| Cocargea                                 | Pietreni                         |
| Cocoșul                                  | Poiana                           |
| Cogealia                                 | Valea Neagră                     |
| Hașiduluc, Hașidiuluc                    | Cumpăna                          |
| Eforie Sud                               | Vasile Roaită, 1949–1965         |
| Ienidja                                  | Deleni, 1940–                    |
| Mamuzlu, Mamuslia, Mamușlia vagy Mamușlu | Căscioarele                      |
| Murfatlar                                | Basarabi, 1980–2007 között       |
| Peletlia                                 | Săcele                           |
| Șchender                                 | Furnica                          |
| Tatlageacu Mare                          | Domnița Elena (1929–1948)        |
| Domnița Elena                            | 23 August                        |
| 23 August                                | Unirea (1994–1996)               |
| Valea Neagră                             | Lumina, 1965–                    |

## Fehér megye
| Eredeti név                | Megváltozott név                    |
| -------------------------- | ----------------------------------- |
| Arada                      | Horea, 1968–                        |
| Bedeleu                    | Izvoarele                           |
| Cacova Aiudului            | Livezile, 1956 után                 |
| Cacova Sebeșului           | Dumbrava                            |
| Cioara                     | Săliștea                            |
| Ciuciu                     | Stâna de Mureș, 1956 után           |
| Ciufud                     | Izvoarele, 1967–                    |
| Ciunga                     | Uioara de Jos, 1967–                |
| Coșlar                     | Coșlariu, az 1960-as évektől        |
| Cucerdea Secuiască         | Lunca Mureșului                     |
| Dumbrău                    | Dumbrava                            |
| Felaiud                    | Aiudul de Sus                       |
| Feldioara Secuiască        | Războieni-Cetate                    |
| Gârbova Ungurească         | Gârbova de Jos, az 1960-as évektől  |
| Hususău                    | Valea Lungă, az 1960-as évektől (?) |
| Lăpuș                      | Arieșeni, 1925-1926–                |
| Limba                      | Dumbrava, 1958–2004                 |
| Lopadea Românească         | Lopadea Veche                       |
| Lopadea Ungurească         | Lopadea Nouă                        |
| Măhaciu                    | Măhăceni, 1925-1926–                |
| Ofenbaia                   | Baia de Arieș                       |
| Petrifalău vagy Sânpetru   | Petrești                            |
| Pianu Românesc             | Pianu de Sus, az 1960-as évektől    |
| Pianu Săsesc               | Pianu de Jos, az 1960-as évektől    |
| Săcătura                   | Vadu Moților                        |
| Sebeșul Săsesc (Sas-Sebeș) | Sebeș                               |
| Sovaș                      | Geoagiu de Sus                      |
| Spini                      | Lunca Târnavei                      |
| Tâmpăhaza                  | Rădești, 1920-as évektől            |
| Trascău                    | Rimetea, az 1960-as évektől (?)     |
| Trascău-Sângeorgiu         | Colțești, 1925-1926–                |
| Uioara                     | Ocna Mureș, az 1960-as évektől (?)  |
| Vaidasig                   | Gura Arieșului, az 1970-es évektől  |
| Vale                       | Vălișoara                           |
| Valea Dosului              | Izvoru Ampoiului                    |
| Vereșmart                  | Unirea II, 1970-es évek             |
| Vidra de Sus               | Avram Iancu                         |
| Vințu de Sus               | Unirea, 1970-es évek                |

## Dâmbovița megye
| Eredeti név | Megváltozott név    |
| ----------- | ------------------- |
| Cacova      | Neajlovu, Dâmbovița |

## Dolj megye
| Eredeti név | Megváltozott név              |
| ----------- | ----------------------------- |
| Risipiți    | Unirea, Dolj, 1964. XII. 18.– |

## Galați megye
| Eredeti név                       | Megváltozott név        |
| --------------------------------- | ----------------------- |
| Fântâna Oaselor, ulterior: Oasele | Rediu, 1964             |
| Lascăr Catargiu                   | Schela, 1964            |
| Puțeni                            | Valea-Mărului, 1964     |
| Cătușa                            | Barboși (cartier), 1964 |

## Giurgiu megye
| Eredeti név | Megváltozott név |
| ----------- | ---------------- |
| Golășei     | Dealu, 2002–     |

## Hargita megye
| Eredeti név       | Megváltozott név                                                  |
| ----------------- | ----------------------------------------------------------------- |
| Măgheruș          | Aluniș                                                            |
| Ciceu             | Petru Rareș, az 1930-as évektől 1940 szeptemberéig                |
| Cic-Sânmihai      | Mihăileni, az 1930-as évektől 1940 szeptemberéig                  |
| Cristuru Secuiesc | I. G. Duca, Odorhei (Udvarhely) megye, az 1930-as évektől 1940-ig |
| Fărcașfalău       | Lupeni, az 1960-as évektől                                        |
| Golumba Mare      | Porumbenii Mari, az 1960-as évektől                               |
| Madefalău         | Siculeni, az 1960-as évektől (?)                                  |
| Micloșfalău       | Nicolești (Ulieș)                                                 |
| Sânmiclăuș        | Nicolești (Frumoasa)                                              |
| Sânmicloș         | Nicoleni, Șimonești község, 1945–                                 |
| Sânmihaiu         | Mihăileni, Șimonești község, 1945–                                |
| Șiminfalău        | Șimonești, az 1930-as évektől                                     |

## Hunyad megye
| Eredeti név       | Megváltozott név                      |
| ----------------- | ------------------------------------- |
| Băgara            | Valea Poienii, 1967–                  |
| Binținți          | Aurel Vlaicu, 1925-1926–              |
| Bretea Ungurească | Bretea Streiului                      |
| Buruene           | Păuliș, 1956 után                     |
| Fărcădinu de Jos  | General Berthelot, az 1980-as évektől |
| Găunoasa          | Dumbrava, 1967–                       |
| Găuricea          | Livezi, 1965–                         |
| Grădiște          | Sarmizegetusa, 1941–                  |
| Juncul de Jos     | Dumbrava de Jos, 1964–                |
| Juncul de Sus     | Dumbrava de Sus, 1964–                |
| Lingina           | Izvoarele                             |
| Mățești           | Zăvoi                                 |
| Nevoieș           | Lunca, 1964–                          |
| Porcurea          | Vălișoara, 1956 után                  |
| Strigoanea        | Bujoru, 1956 után                     |
| Vaca              | Crișan                                |

## Iași megye
| Eredeti név | Megváltozott név                    |
| ----------- | ----------------------------------- |
| Calu-Iapa   | Piatra Șoimului                     |
| Hermeziu    | Lunca Prutului (ismeretlen időszak) |
| Rediu Tătar | Rediu, 1968–                        |

## Kolozs megye
| Eredeti név                             | Megváltozott név                               |
| --------------------------------------- | ---------------------------------------------- |
| Agârbiciu                               | Viișoara                                       |
| Badoc                                   | Bădești, 1925-1926–                            |
| Bagin vagy Bagiu                        | Bădeni                                         |
| Banabic                                 | Vâlcele                                        |
| Bánffy-Dângău                           | Dângău Mare                                    |
| Beiul de Câmpie                         | Boian                                          |
| Benediug                                | Mănăstirea, 1925-1926–                         |
| Berechiș                                | Borzești, 1925-1926–                           |
| Bicalat                                 | Făgetu Ierii                                   |
| Bodhaza                                 | Boteni                                         |
| Bogata Română                           | Bogata de Jos                                  |
| Bogata Ungurească                       | Bogata de Sus                                  |
| Budaveche                               | Vechea                                         |
| Buduș                                   | Vâlcelele                                      |
| Călian                                  | Căianu, 1925-1926–                             |
| Cârcedea                                | Stejeriș, 1925-1926–                           |
| Ceagz                                   | Pietroasa, 1925-1926–                          |
| Ceanul Deșert                           | Ceanu Mic                                      |
| Checichehata                            | Căprioara                                      |
| Chendru                                 | Cornești, 1925-1926–                           |
| Cheseu, Chiseu                          | Chesău                                         |
| Chiced                                  | Aluniș                                         |
| Chiced-Silivaș                          | Pruneni                                        |
| Chiend                                  | Plăiești, 1925-1926–                           |
| Chintău                                 | Chinteni, 1925-1926–                           |
| Chirău                                  | Băița, 1925-1926–                              |
| Ciaba                                   | Ceaba                                          |
| Cionca                                  | Săliștea Nouă                                  |
| Ciula                                   | Ciuleni, fin 1925–1926                         |
| Cluj                                    | Cluj-Napoca, 1974. X. 18–                      |
| Coada Teleacului                        | Câmpenești, 1924–                              |
| Coc                                     | Țigăreni, majd Pădurenii                       |
| Comițig                                 | Comșești                                       |
| Copand                                  | Copăceni                                       |
| Covaciu                                 | Făureni, az 1960-as évektől                    |
| Cristiș                                 | Oprișani, ma Torda municípium egyik városrésze |
| Cristur                                 | Cristorel                                      |
| Crișeu                                  | Izvoru Crișului                                |
| Cubleșu Unguresc                        | Cubleșu Someșan                                |
| Dealu Calului                           | Poiana Horea, az 1960-as évektől (?)           |
| Dingeleag                               | Livada, 1925-1926–                             |
| Făgădaiele Feiurdului                   | Pădureni, 1924–                                |
| Fechetău                                | Negreni                                        |
| Feiurd                                  | Feiurdeni, 1924–                               |
| Feneșel                                 | Finișel                                        |
| Feneșu Săsesc                           | Florești, 1924–                                |
| Feneșu Unguresc                         | Vlaha                                          |
| Fodora Ungurească                       | Fodora, 1924–                                  |
| Gârbăul Unguresc                        | Gârbău, 1924–                                  |
| Gheorfi-Dângău                          | Dângău Mic\|                                   |
| Ghero-Oșorheiu                          | Dumbrava                                       |
| Ghiriș-Arieș                            | Câmpia Turzii, 1925–                           |
| Ghiriș-Sâncraiu                         | Câmpia Turzii, 1925–                           |
| Giulatelec                              | Coasta                                         |
| Giurfalău                               | Gheorghieni, 1930–                             |
| Grind                                   | Luncani, 1923–                                 |
| Hărăstăș                                | Călărași, 1925-1926–                           |
| Hăsmaș                                  | Plaiuri                                        |
| Hidiș                                   | Podeni, az 1970-es évektől                     |
| Hodin                                   | Huedin                                         |
| Iegeriște                               | Vânători                                       |
| Imbruz                                  | Mureșenii de Câmpie                            |
| Inău                                    | Fundătura, 1925-1926–                          |
| Indol                                   | Deleni, 1925-1926–                             |
| Jucu Unguresc                           | Jucu de Jos                                    |
| Jucu Românesc                           | Jucu de Sus                                    |
| Lita Română                             | Lita                                           |
| Lita Ungurească                         | Liteni                                         |
| Lojard                                  | Lujerdiu                                       |
| Lona                                    | Luna de Jos                                    |
| Lona Săsească                           | Luna de Sus                                    |
| Măcicașul Lung                          | Satu Lung, 1925-1926–                          |
| Măcicașul Unguresc                      | Măcicașu                                       |
| Mănăștiur                               | Mănășturel                                     |
| Mănășturul Unguresc                     | Mănăstireni                                    |
| Meregveghi                              | Valea Caldă                                    |
| Micuș                                   | Micești                                        |
| Mischiu                                 | Cheia, 1925-1926–                              |
| Molosig                                 | Brăișoru                                       |
| Morochaza                               | Tăușeni                                        |
| Muerău                                  | Alunișu                                        |
| Muerău                                  | Pădureni                                       |
| Nădășelu Unguresc                       | Nădășelu                                       |
| Nădășelu Românesc                       | Nadășu, 1924–                                  |
| Olpret                                  | Bobâlna, 1957–                                 |
| Oșorhei                                 | Târgușor                                       |
| Panic                                   | Păniceni, 1925-1926–                           |
| Peșteș                                  | Peștera                                        |
| Petridul de Jos                         | Petreștii de Jos                               |
| Petridul de Mijloc                      | Petreștii de Mijloc                            |
| Petridul de Sus                         | Petreștii de Sus                               |
| Petrihaza                               | Petrești                                       |
| Pinticu Român                           | Pintic                                         |
| Popfalău                                | Popești, 1925-1926–                            |
| Pusta-Sâncraiu vagy Sâncraiu Deșert     | Crăești                                        |
| Pusta-Sânmartin vagy Sânmartinul Deșert | Mărtinești                                     |
| Rachișul de Arieș                       | Vălenii de Arieș                               |
| Rachișul Român                          | Vălișoara                                      |
| Sasnireș                                | Nireș                                          |
| Sămărtinu Sărat                         | Gligorești, 1945–                              |
| Sâmboru vagy Sâmboi                     | Sâmboieni                                      |
| Sâmbotelec                              | Sâmboleni, 1925-1926–                          |
| Sâncraiu Deșert vagy Pusta-Sâncraiu     | Crăești                                        |
| Sând                                    | Săndulești                                     |
| Sâniacob                                | Iacobeni                                       |
| Sânmartinul Deșert vagy Pusta-Sânmartin | Mărtinești                                     |
| Sânmartinul Sărat                       | Gligorești, 1925-1926–                         |
| Sânmiclăuș                              | Sânnicoară                                     |
| Sânmihaiul de Jos és Sânmihaiul de Sus  | Mihai Viteazu, 1941–                           |
| Sânmihaiu                               | Mihăiești                                      |
| Sânpalu Unguresc                        | Sânpaul                                        |
| Seplac                                  | Bunești                                        |
| Silvașul Unguresc                       | Pruniș                                         |
| Someșfalău                              | Someșeni, ma Cluj-Napoca                       |
| Sotelec                                 | Sărata                                         |
| Suia                                    | Răzbuneni, 1925-1926–                          |
| Șebișu Mare                             | Valea Drăganului                               |
| Șebișu Mic                              | Poieni                                         |
| Șintereguț                              | Corneni, 1925-1926–                            |
| Șinteu                                  | Șoimeni, 1925-1926–                            |
| Șonfalău                                | Cornești                                       |
| Șomtelec                                | Cornești                                       |
| Știopti                                 | Livada                                         |
| Teleap                                  | Colonia                                        |
| Tothaza                                 | Crișeni                                        |
| Tritul de Jos                           | Tritenii de Jos, 1925-1926–                    |
| Tritul de Sus                           | Tritenii de Sus, 1925-1926–                    |
| Tur                                     | Tureni                                         |
| Țop                                     | Pădurenii                                      |
| Uifalăul Borșei (Uifalăul Unguresc)     | Vultureni, 1925-1926–                          |
| Valasut                                 | Răscruci                                       |
| Valea Rea                               | Valea Ungurașului                              |
| Varfalău                                | Moldovenești                                   |
| Vălcăul Unguresc                        | Văleni, 1925-1926–                             |
| Zăpârț                                  | Băbdiu                                         |

## Kovászna megye
| Eredeti név | Megváltozott név             |
| ----------- | ---------------------------- |
| Arpătac     | Araci, az 1970-es évektől    |
| Beșeneu     | Pădureni, az 1960-as évektől |

## Krassó-Szörény megye
| Eredeti név    | Megváltozott név            |
| -------------- | --------------------------- |
| Cacova Mare    | Grădinari                   |
| Căvăran        | Constantin Daicoviciu       |
| Cârpa          | Valea Timișului             |
| Chiroi         | Tirol, 1924–                |
| Crâjma         | Măgura, 1964–               |
| Ferdinandsberg | Ferdinand, majd Oțelu Roșu  |
| Greovăț        | Greoni, Caraș-Severin       |
| Jidovin        | Berzovia                    |
| Langofăt       | Câmpia                      |
| Maidan         | Brădișoru de Jos, 1956 után |
| Macevici       | Măcești                     |
| Morițfeld      | Măureni                     |
| Rudaria        | Eftimie Murgu, 1970–        |
| Socolovăț      | Socol                       |
| Vaidental      | Brebu Nou                   |
| Valea Boului   | Păltiniș, 1956 után         |
| Volfsberg      | Gărâna                      |

## Máramaros megye
| Eredeti név       | Megváltozott név                     |
| ----------------- | ------------------------------------ |
| Arghihat          | Ariniș                               |
| Bloaja            | Izvoarele                            |
| Boiereni          | Dumbrava Nouă, 1966– ?               |
| Crăcești          | Mara, 1956 után                      |
| Cuhea             | Bogdan Vodă, az 1980-as évektől      |
| Dobriținaș        | Dumbrava                             |
| Gaura             | Valea Chioarului, az 1930-as évektől |
| Lăpușul Românesc  | Lăpuș                                |
| Lăpușul Unguresc  | Târgu Lăpuș, az 1920-as évektől      |
| Mașca             | Răzoare, 1925-1926–                  |
| Nireș             | Mesteacăn                            |
| Ocna Șugatag      | Ocna Maramureșului, 1987-1990        |
| Poiana Porcului   | Fântânele                            |
| Poienile Glodului | Poienile Izei, 1966 után             |
| Șilimeghiu        | Ulmeni                               |
| Valea Porcului    | Valea Stejarului, 1964–              |
| Virișmort         | Tisa, 1956 után                      |

## Maros megye
| Eredeti név                    | Megváltozott név                       |
| ------------------------------ | -------------------------------------- |
| Abafaia                        | Apalina                                |
| Almașul Deșert                 | Merișor                                |
| Balintfalău                    | Bolintineni                            |
| Beșa                           | Stejărenii, 1956 után                  |
| Beșineu                        | Valea Izvoarelor, 1956 után            |
| Brețcu                         | Breaza                                 |
| Budiul de Câmpie               | Papiu Ilarian, 1925-1926–              |
| Cheța                          | Chețani                                |
| Chimitelnic                    | Cipăieni, 1925-1926–                   |
| Chinceș                        | Comori                                 |
| Cistelnic                      | Vișinelu, 1930–                        |
| Craifalău                      | Crăiești, az 1920-as évektől           |
| Craifalăul de Câmpie           | Crăiești, az 1920-as évektől           |
| Cristur                        | Cristești                              |
| Curticap                       | Poarta                                 |
| Curtifaia                      | Periș                                  |
| Dateș                          | Dătășeni                               |
| Demeterfalău                   | Dumitrești                             |
| Diciosânmărtin                 | Târnăveni, 1941. V. 3.–                |
| Dileul Român                   | Dileu Vechi                            |
| Dileul Unguresc                | Dileu Nou, az 1920-as évektől          |
| Ernutfaia                      | Iernuțeni                              |
| Ferihaz                        | Albești, 1924–                         |
| Ganfalău                       | Gănești                                |
| Ghernesig                      | Gornești                               |
| Grind-Cristur                  | Grindeni                               |
| Hașfălău                       | Vânători                               |
| Hădărău                        | Hădăreni, Mureș                        |
| Hărăstaș                       | Frunzeni                               |
| Huduc                          | Maiorești                              |
| Hundorf                        | Viișoara, 1956 után                    |
| Ieciu                          | Brâncovenești                          |
| Iedu                           | Livezeni                               |
| Lighet                         | Dumbrava                               |
| Laslăul Român                  | Laslău Mare                            |
| Laslăul Săsesc                 | Laslău Mic                             |
| Luca, Lucafalău                | Gheorghe Doja (Dózsa Györgyről), 1952– |
| Macfalău                       | Ghindari                               |
| Maiereu                        | Aluniș, 1925–                          |
| Malomfalău                     | Morești                                |
| Meneșul de Câmpie              | Herghelia                              |
| Michaza                        | Călugăreni                             |
| Mureșmort (Hutmureș)           | Lunca Mureșului, 1956 után             |
| Nirașteu                       | Ungheni, az 1960-as évektől(?)         |
| Porcești                       | Vălenii de Mureș                       |
| Potoc                          | Deleni, az 1960-as évektől (?)         |
| Râpa de Sus                    | Vătava                                 |
| Reghinul Săsesc                | Reghin, 1945–                          |
| Remetea Secuiască              | Eremitu, 1968–                         |
| Săcalul de Câmpie              | Bărboși                                |
| Săplac                         | Goreni                                 |
| Sânioana                       | Voivodeni                              |
| Seleușul Mare                  | Seleuș, comuna Daneș                   |
| Seleușul Mic (Seleușul Săsesc) | Seleuș, comuna Zagăr                   |
| Sidrieșul Mic                  | Mura Mică                              |
| Șaromberc, Șarombărc           | Dumbrăvioara                           |
| Șaroșu Unguresc                | Delenii, 1968–                         |
| Șarpotoc                       | Glodeni                                |
| Șunfalău vagy Șomfalău         | Cornești                               |
| Tăul Boilor                    | Deleni, 1968– (?)                      |
| Tohat                          | Tăureni                                |
| Trapold                        | Apold, 1925-1926–                      |
| Țicud                          | Valea Largă, 1925-1926–                |
| Vâlcândorf                     | Vulcan                                 |
| Velcherul de Câmpie            | Răzoare, Mureș                         |
| Zoltan                         | Mihai Viteazu, Mureș                   |

## Mehedinți megye
| Eredeti név | Megváltozott név    |
| ----------- | ------------------- |
| Ieșelnița   | Eșelnița, 1966 után |

## Suceava megye
| Eredeti név | Megváltozott név            |
| ----------- | --------------------------- |
| Găureni     | Dumbrava                    |
| Milișăuți   | Emil Bodnăraș, 1970(?)–1990 |
| Verpolea    | Pădureni, 1968. évben       |

## Szatmár megye
| Eredeti név | Megváltozott név                             |
| ----------- | -------------------------------------------- |
| Calmand     | Cămin                                        |
| Careii Mari | Carei                                        |
| Chișfalău   | Satu Mic                                     |
| Ciomocoz    | Ciumești                                     |
| Ghilvaci    | General Gheorghe Avramescu                   |
| Mețenț      | Ady Endre, 1945–                             |
| Mihaifalău  | Mihăieni, az 1920-as évektől                 |
| Petreu      | Petrești                                     |
| Piele       | Becheni                                      |
| Sătmar      | Satu Mare                                    |
| Sânmartin   | Mărtinești                                   |
| Socaciu     | Săcășeni                                     |
| Șarchiuz    | Livada, a kommunista időszakban változott    |
| Șard        | Noroieni, a két világháború között változott |

## Szeben megye
| Eredeti név               | Megváltozott név                 |
| ------------------------- | -------------------------------- |
| Alma Săsească             | Alma, ma Alma Vii                |
| Apoșdorf                  | Apoș                             |
| Bendorf                   | Benești, az 1960-as évektől      |
| Cacova Sibiului           | Fântânele                        |
| Daia Săsească             | Daia, 1930–                      |
| Dupușdorf                 | Dupuș, 1922 után                 |
| Ernea Săsească            | Ernea                            |
| Felța                     | Florești, az 1970-es évektől     |
| Frâua                     | Axente Sever, az 1970-es évektől |
| Găinari                   | Poienița, 1964–                  |
| Hendorf                   | Brădeni (din 1968)               |
| Hundrubechiu              | Movile                           |
| Iacășdorf                 | Iacobeni, az 1920-as évektől     |
| Ibașfalău (Elisabetopole) | Dumbrăveni, az 1930-as évektől   |
| Ibișdorful Român          | Ighișu Vechi                     |
| Ibișdorful Săsesc         | Ighișu Nou                       |
| Laslea Mare               | Laslea                           |
| Măgărei                   | Pelișor                          |
| Mardeșu                   | Moardăș                          |
| Metișdorf                 | Metiș, 1925-1926–                |
| Motișdorf                 | Motiș                            |
| Petișdorf                 | Petiș                            |
| Porcești                  | Turnu Roșu, az 1970-es évektől   |
| Proștea                   | Stejărișu, 1956 és 1966 között   |
| Proștea Mare              | Târnava, 1958–                   |
| Proștea Mică              | Târnăvioara, 1964–               |
| Retișdorf                 | Retiș                            |
| Richișdorf                | Richiș, 1922 után                |
| Roșia Săsească            | Roșia                            |
| Șaldorf                   | Mihăileni                        |
| Șaroșu Săsesc             | Șaroș pe Târnave, 1922 után      |
| Șulumberg                 | Dealu Frumos, 1925-1926–         |
| Vorumloc                  | Valea Viilor, az 1970-es évektől |

## Szilágy megye
| Eredeti név      | Megváltozott név                                          |
| ---------------- | --------------------------------------------------------- |
| Cățălu           | 1956 után Meseșenii de Sus                                |
| Cățălul Unguresc | Cățălușa (az 1920-as évektől), 1956 után Meseșenii de Jos |
| Ciachi-Gârbou    | Gârbou                                                    |
| Cioara           | Deleni, 1956 után                                         |
| Ciumeni          | Podișu, 1967–                                             |
| Curitău          | Sălăjeni                                                  |
| Fizeș            | Stupini                                                   |
| Giumelciș        | Plopiș                                                    |
| Hidig            | Măeriște                                                  |
| Husasău          | Huseni                                                    |
| Husmezeu         | Valea Lungă                                               |
| Iapa             | Fântânele-Rus, 1956 után                                  |
| Lăpu             | Ruginoasa, 1925-1926–                                     |
| Mocirla          | Valea Pomilor, 1956 után                                  |
| Nierța           | Mierța, 1925-1926–                                        |
| Nireș            | Mesteacănu                                                |
| Strâmba          | Păduriș, 1964–                                            |
| Țigani           | Crișeni, 1925-1926–                                       |
| Unguraș          | Românași, 8 iulie 1947                                    |
| Valea-Rea        | Vălișoara                                                 |
| Valea-Ungurului  | Făgetu, 1956 után                                         |
| Vașcapău         | Poarta Sălajului, 1960-as évek                            |
| Zălau            | Zalău, kb. 1956– (lásd: )                                 |

## Temes megye
| Eredeti név                          | Megváltozott név                   |
| ------------------------------------ | ---------------------------------- |
| Băsești, Timiș                       | Begheiu Mic, 1956 után             |
| Bencecul German                      | Bencecu de Sus, az 1920-as évektől |
| Bencecul Român                       | Bencecu de Jos, az 1920-as évektől |
| Beregsăul Nemțesc (Nămat)            | Beregsău Mic, 1924 után            |
| Beșenova-Nouă                        | Dudeștii Noi, 1956 után            |
| Beșenova-Veche                       | Dudeștii Vechi, 1956 után          |
| Bujor                                | Traian Vuia, 1950 után             |
| Cetad                                | Lenauheim, 1926-tól                |
| Chetfel                              | Gelu                               |
| Chizdia                              | Coșarii, 1964–                     |
| Ciavoș                               | Grăniceri, 1967–                   |
| Constanța                            | Lunga                              |
| Igazfalva                            | Dumbrava                           |
| Jadani                               | Cornești, 1956 után                |
| Medveș                               | Urseni                             |
| Ohaba Sârbească                      | Ohaba Română                       |
| Omor                                 | Rovinița Mare, 1964–               |
| Remetea Nemțească                    | Remetea Mică, Timiș, 1945– (?)     |
| Saparifalva                          | Țipari                             |
| Satu Mic                             | Victor Vlad Delamarina, 1966 után  |
| Tolvădia                             | Livezile, 1986 után                |
| Senteșul Nou, Uisenteș vagy Sântești | Dumbrăvița                         |

## Tulcea megye
| Eredeti név                              | Megváltozott név                                                                           |
| ---------------------------------------- | ------------------------------------------------------------------------------------------ |
| Caramanchioi, Vintilă Brătianu, 6 Martie | Sălcioara                                                                                  |
| Geaferca Rusă                            | Căprioara                                                                                  |
| Hagiomer                                 | Cerbu                                                                                      |
| Hamangia                                 | Baia                                                                                       |
| Islam Geaferca vagy Geaferca Turcească   | Florești                                                                                   |
| Meidanchioi                              | Valea Teilor, 1964 után (a 799 sz. rendeletnek megfelelően, melynek kelte: 1964. XII. 17.) |
| Pârlita                                  | Victoria                                                                                   |
| Pisica                                   | Grindu, 1964 után (a 799 sz. rendeletnek megfelelően, melynek kelte: 1964. XII. 17.)       |
| Poturu                                   | Panduru                                                                                    |
| Zaclău                                   | I. C. Brătianu                                                                             |

## Vaslui megye
| Eredeti név     | Megváltozott név                                                                       |
| --------------- | -------------------------------------------------------------------------------------- |
| Băsești, Vaslui | Viișoara, 1964 után (a 799 sz. rendeletnek megfelelően, melynek kelte: 1964. XII. 17.) |

## Vrancea megye
| Eredeti név | Megváltozott név |
| ----------- | ---------------- |
| Găuri       | Livezile, 1965–  |